# Ioannis Georgiadis
Ioannis Georgiadis (græsk: Ιωάννης Γεωργιάδης; født 29. marts 1874, død 14. marts 1960) var en græsk fægter, som deltog i tre olympiske lege. 
Georgiadis deltog i de første moderne olympiske lege i Athen i 1896. Han blev olympisk mester i disciplinen sabel. Fem mand deltog i konkurrencen, der egentlig var gået i gang, da den kongelige familie ankom. I den anledning blev det besluttet at begynde forfra på turneringen, hvilket blev et problem for favoritten, østrigeren Adolf Schmal, der på det tidspunkt havde vundet sine to første kampe, blandt andet over Georgiadis. I den konkurrence, der kom til at gælde, vandt Georgiadis alle sine fire kampe og blev dermed olympisk mester, mens landsmanden Tilemakhos Karakalos blev nummer to og danske Holger Nielsen nummer tre.
Georgidias måtte opgive at forsvare sin titel i 1900 i Paris, da han var blevet skadet.
Ved de olympiske mellemlege 1906, ligeledes i Athen, vandt han igen sabelkonkurrencen, der denne gang havde 29 deltagere og krævede både indledende runde, semifinale og finale. Georgiadis vandt i alle tre runder, mens tyskeren Gustav Casmir blev toer og italieneren Federico Cesarano blev nummer tre. I holdturneringen i sabel var han med på det græske hold, der blev nummer to efter først at have vundet over ungarerne og dernæst tabt i finalen til det tyske hold. Han stillede også op i kårde, men gik ikke videre fra indledende runde, og i holdturneringen i kårde, sad grækerne over i første runde, men tabte derpå til det franske hold i semifinalen 9-11 og endte dermed på fjerdepladsen i turneringen, mens franskmændene blev mestre.
Han deltog en sidste gang ved OL i 1924 i Paris, hvor han stillede op i sabel. Han blev dog sidst i sin indledende pulje, hvor han kun vandt én ud af sine syv kampe. I holdkampen i samme våbentype blev det græske hold sidst i sin indledende pulje, idet de tabte til både vinderne fra Italien (2-14) og til Tjekkoslovakiet (6-10). Her vandt han én af kampene mod Italien.
I sit civile liv var han retsmediciner og blev professor i 1912. Han fik grundlagt Athens lighus og arbejdede for det nationale kriminallaboratorium. Desuden var han medlem af Grækenlands olympiske komité i flere omgange mellem 1918 og 1936.